# 诺奇利亚
诺奇利亚（義大利語：Nociglia），是意大利莱切省的一个市镇。总面积10平方公里，人口2502人，人口密度250.2人/平方公里（2009年）。ISTAT代码为075054。